# Laccospadix australasicus
Laccospadix australasica là loài thực vật có hoa thuộc họ Arecaceae. Loài này được H.Wendl. & Drude mô tả khoa học đầu tiên năm 1875.

## Hình ảnh

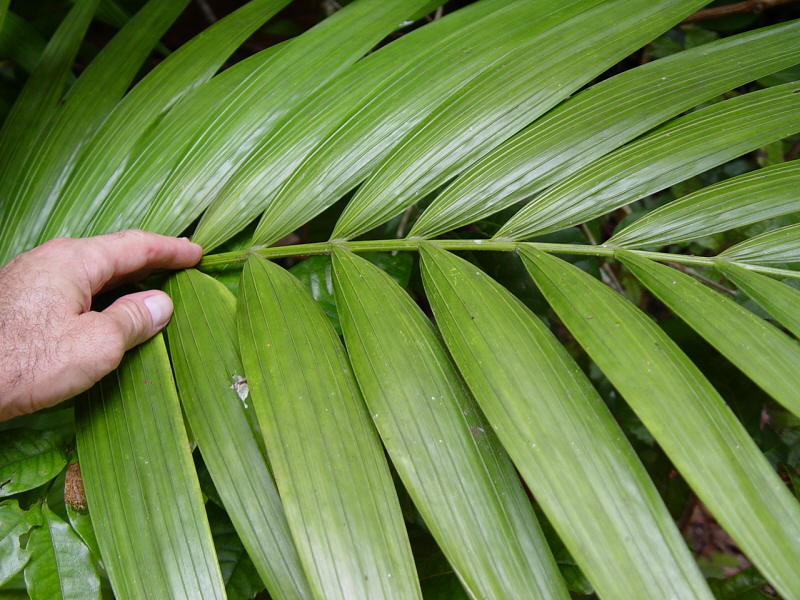